# 富田砕花旧居

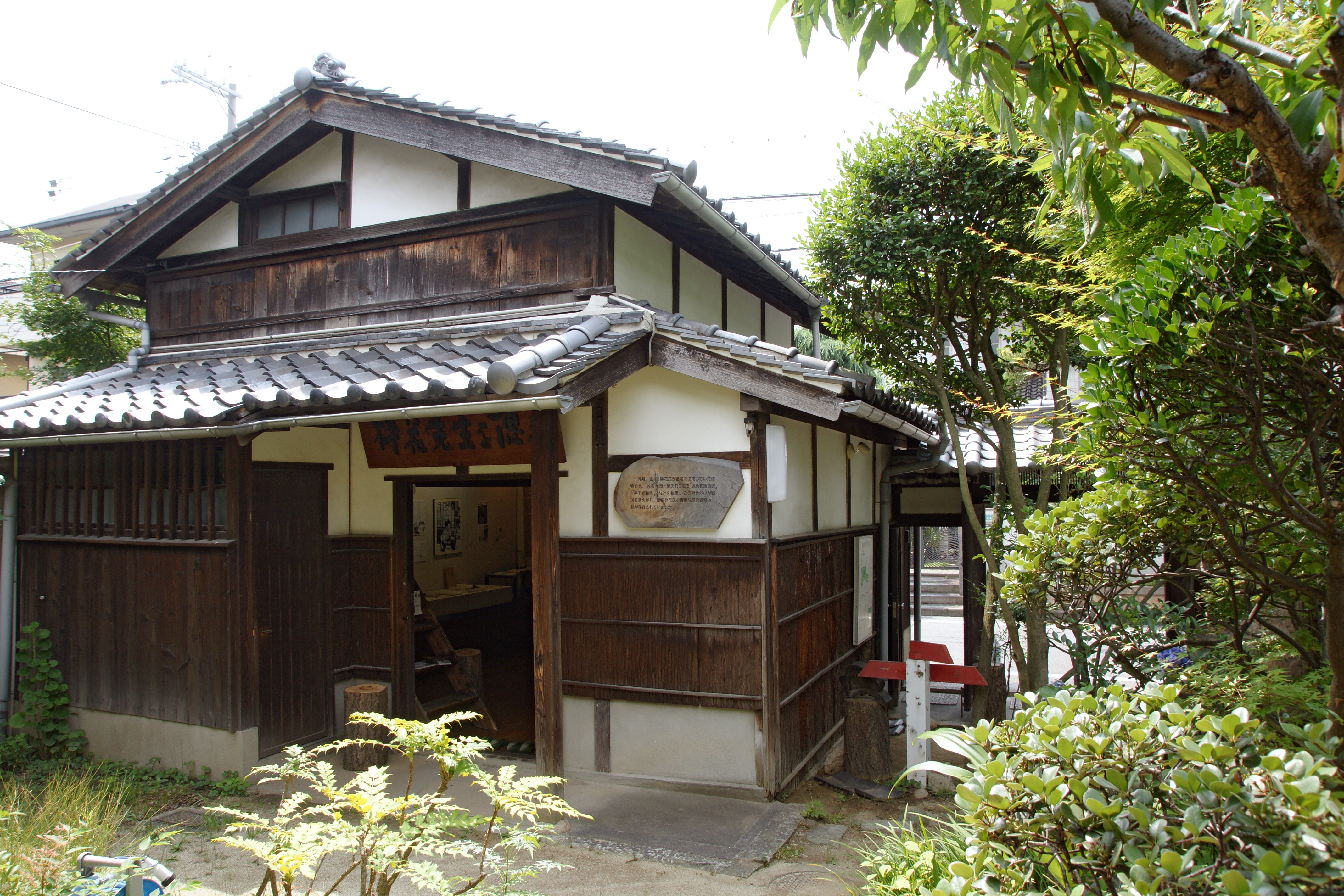
旧書斎

富田砕花旧居（とみたさいかきゅうきょ）は、兵庫県芦屋市にある歴史的建造物。1934年に作家谷崎潤一郎が住んで松子と婚礼をあげた屋敷であり、小説『猫と庄造と二人のをんな』の舞台とされる。
その後、1939年5月に詩人富田砕花が市内から移り住み、終の棲家とした。
しかし10部屋あった大きな屋敷は、1945年8月6日にアメリカ軍B-29の爆撃により焼失した。
現在は、旧書斎と戦後建設された母屋、および管理棟、庭園で構成される。
この戦災を免れた旧書斎は、谷崎潤一郎が「源氏物語の現代語訳」、「半そで物語」などを執筆した場所である。
1987年から富田砕花顕彰会の管理により、これらの施設で富田砕花の遺品や原稿等の資料が展示公開されている。

## 利用情報
- 開館日 - 日曜日および水曜日。ただし8月13～19日、年末年始を除く
- 開館時間 - 10:00～16:00 入館は15:00まで
- 入館無料

## 建築概要
- 構造 - 木造平屋建
- 敷地面積 - 333.88平方メートル
- 延床面積 - 88.67平方メートル

## 交通アクセス
- 阪神本線「打出駅」徒歩5分
- 阪神本線「芦屋駅」徒歩10分

## 周辺
- 兵庫県立海洋体育館（芦屋マリンセンター）
- 芦屋海浜公園プール
- ベルポート芦屋